# Zeit (album van Tangerine Dream)
Zeit (Largo in four movements) (vertaling: Tijd; Largo in vier bewegingen/delen) is het derde studioalbum van de Duitse muziekgroep Tangerine Dream. 

## Inleiding
Na Electronic meditation dat nog bestond uit experimentele rock en Alpha Centauri een mengeling van rock en elektronische muziek dook de band in mei 1972 de Dieter Dierks Studio in Stommeln nabij Keulen in om hun derde album op te nemen. Dierks had zijn studio net uitgebreid met nieuwe apparatuur zoals een 8-track tapemachine, tremolo-units, ringmodulatoren en noise generators. De leden hadden na de optredens de mening dat de tentoongestelde rock hun nergens bracht en gooiden het over een heel andere boeg. Zeit, dat als dubbelelpee verscheen, heeft geen beweging (vergelijkingen met gletsjers werden gemaakt), ritme, geen maatvoering en geen melodielijnen. De muziek bestaat uit klankbeelden die opgebouwd zijn uit de diverse stemmen ontlokt aan de toenmalige synthesizers (meest EMS VCS3) en mellotrons. Deze muziekinstrumenten werden aangevuld met vier celli in deel 1 (opnamen vonden plaats tijdens oefensessies). De muziek is vergelijkbaar met de beelden uit de film Solaris, uiterst trage muziek. De gitaar verdween langzaam naar der achtergrond. Achteraf gesteld kan gezegd worden dat Zeit een van de eerste ambientalbums is met bijna eindeloze drones, de term ambient was echter toen (1972) nog totaal niet ingeburgerd. Brian Eno kwam pas een jaar of twee later. In nummer 2 (ook wel kant 2) is een eerste signaal te horen waar de muziek van TD naartoe zou gaan, af en toe is een zwakke sequencer te horen; deze verdwijnt echter net zo onopvallend als dat hij in de muziek is ingebed. Na dit album ging de muziek richting Berlijnse School waarvan ze zelf een van de initiators van was), waardoor Zeit binnen het oeuvre van Tangerine Dream qua stijl een eenling bleef.
Behalve dat de muziek aangepast was, was er ook weer een wijziging in de personele samenstelling van de band, Steve Schroyder werd vanwege hevig drugsgebruik uit de band gezet en Peter Baumann werd ingeschoven. Schroyder kwam bij dit album nog wel even terug om orgel te spelen, maar verdween toen lange tijd uit zicht. Hij zou veel later bij Cyclone nog een keer kortstondig terugkomen. Op het album speelde als gastmuzikant Florian Fricke van Popol Vuh mee, een band die wel bleef (hangen) in de experimentele sfeer van elektronische muziek. Fricke, immer begeleid door vrouw Bettina Fricke, was vermogend genoeg om een Moog te kunnen kopen en te gebruiken op album Affenstunde, iets dat nog niet gold voor de leden van Tangerine Dream. Zijn deelname werkte frictie op; Tangerine Dream nam op vanuit improvisatie; voor Fricke moest alles al vaststaan. Fricke was dan ook niet bij de opname van Nebulous dawn, dat op de derde en laatste studiodag werd opgenomen, al werden tijdens het mixen nog enkele aanvullende opnamen gemaakt. Het album had circa 25.000 Duitse Mark gekost. De baas van Ohr Rolf-Ulrich Kaiser moest de muziek in een genre onderbrengen en kwam niet verder dan "kosmische muziek" (een term die ook in 2020 nog wordt gebezigd), "Akoestische LSD" met de ondersteuning dat het een poging was "de wiskunde achter muziek" te doorgronden. De pers kwam eigenlijk niet veel verder (Die Zeit: "onbetekenende eindeloze kosmische patronen"). Toch verkocht het album in het jaar na uitgave 5.000 exemplaren. Een positieve reactie kwam wel vanuit Engeland, waar diskjockey John Peel wel wat in het album zag, al schreef hij aan Froese dat hij het vooral in privékring gebruikte om tot rust te komen.  

## Hoes
De hoes was een ontwerp van Edgar (buiten) en Monica Froese (binnen), de laatste zou de komende jaren veel van de platenhoezen verzorgen. Het originele album had een zonsverduistering als hoes, veel nieuwe persingen bij allerlei platenlabels hadden een simpel blauw rooster als hoes. Sinds 2002 heeft Universal Music de rechten en werd ook de originele hoes weer in ere hersteld. De hoes was uitklapbaar; op de binnenhoes is een jongetje afgebeeld: Jerome Froese, zoon van Edgar en Monica, die in de jaren 90 ook enige tijd lid was van de band. Hij "staat" als liggende baby afgebeeld in een vervreemdende collage in decalcomaniestijl in verwantschap met werk van Max Ernst en André Breton. De beschrijving van de muziekinstrumenten, bespeeld door de groepsleden, toont een typografische fout. Het woord synthesizer is er een aantal keren vermeld als syntheziser.
Zeit kwam bijna gelijktijdig uit met Irrlicht van ex-TD'er Klaus Schulze.

## Musici
Tangerine Dream:
- Edgar Froese – sound generators, glissandogitaar
- Peter Baumann – toetsinstrumenten, vibrafoon, EMS VCS3
- Christopher Franke – toetsinstrumenten, bekkens, EMS VCS3

Gasten:
- Florian Fricke – Moog synthesizer in Birth of liquid Plejades
- Steve Schroyder – Orgel outro van Birth of liquid Plejades
- Het Keulen Cello Kwartet — Cello in Birth of liquid Plejades
  - Christian Vallbracht
  - Joachim von Grumbkow (uit Hölderlin/Hoelderlin), in het album vermeld als Jochen von Grumbcow
  - Hans Joachim Brüne
  - Johannes Lücke

## Muziek
| Nr. | Titel                                              | Duur  |
| --- | -------------------------------------------------- | ----- |
| 1.  | Birth of liquid Plejades (Froese, Franke, Baumann) | 19:54 |

| Nr. | Titel                                  | Duur  |
| --- | -------------------------------------- | ----- |
| 1.  | Nebulous dawn (Froese, Franke Baumann) | 17:56 |

| Nr. | Titel                                                          | Duur  |
| --- | -------------------------------------------------------------- | ----- |
| 1.  | Origin of supernatural probabilities (Froese, Franke, Baumann) | 19:34 |

| Nr. | Titel                         | Duur  |
| --- | ----------------------------- | ----- |
| 1.  | Zeit (Froese, Franke, Bauman) | 16:58 |

De titel van track 1 Birth of liquid Plejades is een variant op het schilderij Birth of liquid desires (1931-1932) van Salvador Dalí. Nebulous dawn, beïnvloed door muziek van Karlheinz Stockhausen, werd later de titel van een verzamelbox waarin de eerste vier albums van TD verzameld zaten. Origin of supernatural probabilities wordt overheerst door de gitaar van Froese.
De heruitgave uit 2011, waarbij het totale album op één compact disc was geperst kreeg een tweede cd mee met opnamen van 25 november 1972 tijdens een Klangwald-concert in de Grossen Sendesaal des Rundfunkhauses in Keulen. De twee sessies (37:23 en 40:41) werden alleen gespeeld door Froese, Franke en Baumann en vallen in hetzelfde muzikale idioom van Zeit, maar dan toch al richting Atem, het volgende studioalbum. 
Nebulous Dawn bevat opnamen uit The Pink Years: 
CD1= Electronic meditation / Alpha Centauri ·
CD2= Zeit ·
CD3= Ultima Thule / Atem